# Centaurea pontica
Centaurea pontica — вид квіткових рослин родини айстрових (Asteraceae). Ендемік сходу Румунії.
Вид росте на пісках і присутній виключно на південному сході Румунії, у місті Суліна та пісках його околиць, а також на півдні Сфанту-Георге, на сонячних ділянках. Це дворічна рослина з товстим загнутим коренем. Висота рослини близько 30–40 см. Його легко впізнати по шипах, які оточують квітку.